# Table des caractères Unicode/UAB00
Cette page contient des caractères spéciaux ou non latins. S’ils s’affichent mal (▯, ?, etc.), consultez la page d’aide Unicode.
Table des caractères Unicode U+AB00 à U+AB2F.

## Éthiopien étendu A
Utilisés pour l’écriture du gamo-gofa-dawro et du basketo.

### Table des caractères
| en fr  | 0 | 1 | 2 | 3 | 4 | 5 | 6 | 7 | 8 | 9 | A | B | C | D | E | F |
| ------ | - | - | - | - | - | - | - | - | - | - | - | - | - | - | - | - |
| U+AB00 |   | ꬁ | ꬂ | ꬃ | ꬄ | ꬅ | ꬆ |   |   | ꬉ | ꬊ | ꬋ | ꬌ | ꬍ | ꬎ |   |
| U+AB10 |   | ꬑ | ꬒ | ꬓ | ꬔ | ꬕ | ꬖ |   |   |   |   |   |   |   |   |   |
| U+AB20 | ꬠ | ꬡ | ꬢ | ꬣ | ꬤ | ꬥ | ꬦ |   | ꬨ | ꬩ | ꬪ | ꬫ | ꬬ | ꬭ | ꬮ |   |